# James Workman
James Theodore "Jim" Workman (ur. 30 kwietnia 1908 w Woodward, zm. 15 października 1983 w Orange County) – amerykański wioślarz i oficer, złoty medalista olimpijski. 
Wystąpił na igrzyskach olimpijskich w Amsterdamie w 1928, gdzie reprezentacja USA w składzie: Marvin Stalder, John Brinck, Francis Frederick, William Thompson, William Dally, James Workman, Hubert Caldwell, Peter Donlon i Donald Blessing (sternik) zdobyła złoty medal w ósemkach. W finale walkę o zwycięstwo wygrali z Brytyjczykami o 2,4 sekundy. Był to jego jedyny start olimpijski.
Po ukończeniu edukacji na Uniwersytecie Kalifornijskim w Berkeley został zawodowym wojskowym. Wstąpił do United States Air Force. Ze służby odszedł w stopniu podpułkownika.